# Thomas-Morse MB-4

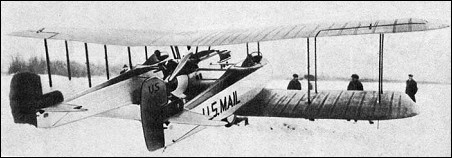
MB-4, US-Mail-Version

Die Thomas-Morse MB-4 war der Prototyp eines US-amerikanischen Postflugzeugs der 1920er Jahre.

## Geschichte und Konstruktion
Die MB-4 wurde von der Firma Thomas-Morse Aircraft entwickelt, um eine Spezifikation des United States Post Office Department vom Juni 1919 für ein zwei- oder dreimotoriges Postflugzeug zu erfüllen, das 682 kg Post befördern sollte.
Thomas-Morse entschied sich dafür, so viel wie möglich von seinem vorhandenen Thomas-Morse MB-3-Jäger zu verwenden, um die Kosten zu senken. Er verwendete zwei MB-3-Rümpfe, um die Besatzung und die Fracht zu befördern, wobei sich der Pilot in einem Cockpit in der Nase des Kommandorumpfes befand und der Copilot oder Mechaniker in einem ähnlichen Cockpit in der Nase des zweiten Steuerbordrumpfes Platz fand, während die Fracht in jedem Rumpf hinter der Besatzung befördert wurde. Zwei V8-Motoren Wright-Hisso H mit je 300 PS (224 kW) wurden in einer Push-Pull-Konfiguration in einer zentralen Gondel zwischen den beiden Hauptrümpfen montiert, wobei zwischen den Motoren Kraftstofftanks montiert waren.
Die je dreiteilige Tragfläche des Doppeldeckers waren neu entwickelt worden, mit Querrudern am oberen Flügel. Das Flugzeug hatte ein Spornradfahrwerk und zwei separate Heckbaugruppen, die ein Standard-MB-3-Leitwerke trugen. Es wurden zwei Steuerungen eingebaut, wobei der Pilot die Steuerung des Copiloten trennen konnte, aber es gab damals jedoch keine Kommunikationsmittel zwischen den beiden Cockpits wenn das Triebwerk lief.
Die MB-4 machte ihren Jungfernflug im Februar 1920. Ein Flugzeug wurde von der US-amerikanischen Post getestet, aber nicht für Postdienste verwendet und 1921 verschrottet. 3 Exemplare der MB-4 wurde an den United States Army Air Service geliefert. Die MB-4 war jedoch ein Fehlschlag, hatte extrem schlechte Flugeigenschaften und wurde weder bei der US-Armee verwendet noch von der US-Post übernommen.

## Technische Daten
| Kenngröße             | Daten                                                            |
| --------------------- | ---------------------------------------------------------------- |
| Besatzung             | 2                                                                |
| Länge                 | 7,74 m (25 Fuß 5 Zoll)                                           |
| Spannweite            | 13,87 m (45 Fuß 6 Zoll)                                          |
| Höhe                  | 3,4 m                                                            |
| Flügelfläche          | 59,9 m²                                                          |
| Leermasse             | 1612 kg                                                          |
| Startmasse            | 2524 kg                                                          |
| Stallgeschwindigkeit  | 85 km/h (46 kn)                                                  |
| Höchstgeschwindigkeit | 196 km/h (106 kn)                                                |
| Steiggeschwindigkeit  | 2745 m (9000 Fuß) in 10 min                                      |
| Dienstgipfelhöhe      |                                                                  |
| Reichweite            | 970 km (520 nmi)                                                 |
| Triebwerke            | 2 × wassergekühlte V8-Motoren Wright-Hisso H, je 300 PS (220 kW) |